# Строкова
Строкова (укр. Строкова) — село, входит в Переяслав-Хмельницкий район Киевской области Украины.
Население по переписи 2001 года составляло 557 человек. Почтовый индекс — 08441. Телефонный код — 4567. Занимает площадь 2,97 км².

## Местный совет
08441, Київська обл., Переяслав-Хмельницький р-н, с.Строкова, вул.Центральна,3